# Эдн Арнарсон
Эдн Арнарсон (исл. Örn Arnarson, род. 31 августа 1981 года) — исландский пловец-спинист. Участник трёх Олимпиад. Первый, и по состоянию на 2017 год единственный призёр чемпионата мира по плаванию от Исландии.

## Карьера
Первым успехов в карьере Эдна Арнарсона стала победа на чемпионате Европы на короткой воде 1998 года в Шеффилде, где он быстрее всех проплыл дистанцию 200 метров на спине. Через год в Лиссабоне исландец выиграл уже два золота, как на стометровке, так и на дистанции в два раза длиннее.
В 2000 году Эдн дебютировал на Олимпийских играх. Там он участвовал в двух видах программы: на двухсотметровке вольным стилем он вышел в полуфинал где стал пятнадцатым, а на такой же дистанции на спине исландец вышел в финал, где занял четвёртое место.
В 2001 году на первенстве мира в Фукуоке Эдн завоевал две медали. Он стал вторым на стометровке и третьим на дистанции в два раза длиннее. Эти медали стали первым в истории Исландии на мировых плавательных первенствах. По состоянию на 2015 год ни один исландский спортсмен не смог повторить достижения Эдна Арнарсона на чемпионатах мира.
На Олимпиаде в Афинах Эдн выступил только на дистанции 50 метров вольным стилем, но занял в этой дисциплине только 54 место.
Через четыре года в Пекине Эдн был знаменосцем сборной на церемонии открытия, а в рамках плавательной программы он выступил на стометровках вольным стилем и на спине, но не смог преодолеть барьер первого раунда.